# Gojca
Gojca – chorwacka wysepka znajdująca się 3 km na południowy zachód od miasta Hvar i 200 m na północny wschód od półwyspu Izmetišće na wyspie Sveti Klement. Jej powierzchnia wynosi 2,15 ha; długość linii brzegowej 549 m, długość ok. 250 m, a szerokość do 150 m. Najwyższy punkt ma 10 m n.p.m. Wyspa należy do archipelagu Paklińskiego.